# Холодный Ключ (приток Тока)
Холодный Ключ — река в России, протекает в Бузулукском районе Оренбургской области. Истоки находится около села Свежий родник. Устье реки пересыхает, находится по правому берегу реки Ток, к северо-востоку от поселка Яблоневый. Длина реки составляет 12 км, площадь водосборного бассейна — 32 км².

## Данные водного реестра
По данным государственного водного реестра России относится к Нижневолжскому бассейновому округу, водохозяйственный участок реки — Самара от Сорочинского гидроузла до водомерного поста у села Елшанка. Речной бассейн реки — Волга от верховий Куйбышевского вдхр. до впадения в Каспий.
Код объекта в государственном водном реестре — 11010001012112100007157.